# Éva Gauthier
Éva Gauthier (Ottawa, 20 de setembro de 1885 - Nova York, 26 de dezembro de 1958) foi professora de música e mezzo-soprano canadense-americana. Interpretou e popularizou canções de compositores contemporâneos ao longo de sua carreira e cantou nas estreias americanas de várias obras de Erik Satie, Maurice Ravel e Igor Stravinsky, incluindo o papel principal no final de Perséphone (Stravinsky).
Sobrinha de Zoé Laurier e Sir Wilfrid Laurier, inicialmente estudou e trabalhou na Europa. Depois, viajou para Java e durante quatro anos mergulhou em sua música nativa, que apresentou ao público norte-americano no seu retorno. Aposentou-se em 1937 e abriu um estúdio em Nova York, onde se tornou membro fundador da Associação Americana de Artistas Musicais e trabalhou em seu conselho administrativo. Éva foi elogiada pelas muitas qualidades de seu canto. Uma citação de 1949, da Campion Society of San Francisco, fala sobre as qualidades da artista: "[...] sua rara abertura de espírito e entusiasmo pouco ortodoxo foram inicialmente responsáveis pelo reconhecimento de muitos importantes compositores modernos".

## Carreira
Éva Gauthier nasceu em Ottawa, Ontário, Canadá, em 20 de setembro de 1885. Recebeu aulas de música quando era criança, sobretudo de harmonia, voz e piano. O costume da época era que os músicos norte-americanos viajassem para a Europa para estudar, caso desejassem seguir uma carreira profissional respeitável. Dessa forma, em julho de 1902, com dezessete anos, Éva partiu para a Europa, sendo financiada por seus tios, Lady Zoé Laurier e Sir Wilfrid Laurier.

### Estudos na Europa
Viajou primeiramente para Londres, onde ouviu uma performance de Nellie Melba e decidiu estudar com a professora de Nellie, Mathilde Marchesi, em Paris. Na audição de seleção, Marchesi disse que ela possuía problemas de voz iminentes, motivo pelo qual não poderiam trabalhar juntas. Éva passou então a estudar com Auguste-Jean Dubulle, no Conservatório de Paris, quando foi submetida a uma cirurgia para reparar nódulos em suas cordas vocais. Ao se recuperar, começou a estudar com Jacques Bouhy, a quem mais tarde creditaria sua técnica vocal. Em 1905 e 1906, Éva foi contratada pela cantora canadense Emma Albani e acompanhou-a em uma turnê pela Inglaterra e Canadá. Durante o tempo que ficou com Emma, Éva recebeu orientações sobre técnica vocal, além de ser reconhecida por Emma como um "legado artístico do Canadá".
Em 1906, recebeu uma bolsa de estudos de Donald Smith, que lhe permitiu regressar à Europa e continuar seu treinamento em técnica vocal. Sua primeira performance de ópera aconteceu em 1909 em Pavia, Itália, interpretando a personagem Micaëla na ópera Carmen. Em seguida, cantou com várias orquestras na Bélgica, Holanda e Copenhague, quando conseguiu outro papel, no qual interpretaria Mellika, em Lakmé, na Royal Opera House, em Londres. Todavia, na noite de abertura da ópera, em 18 de junho de 1910, foi substituída por outra artista, pois Luisa Tetrazzini, prima donna da companhia, temia que a voz de Éva superasse a sua. Decepcionada, Éva abandonou a companhia.

### Java

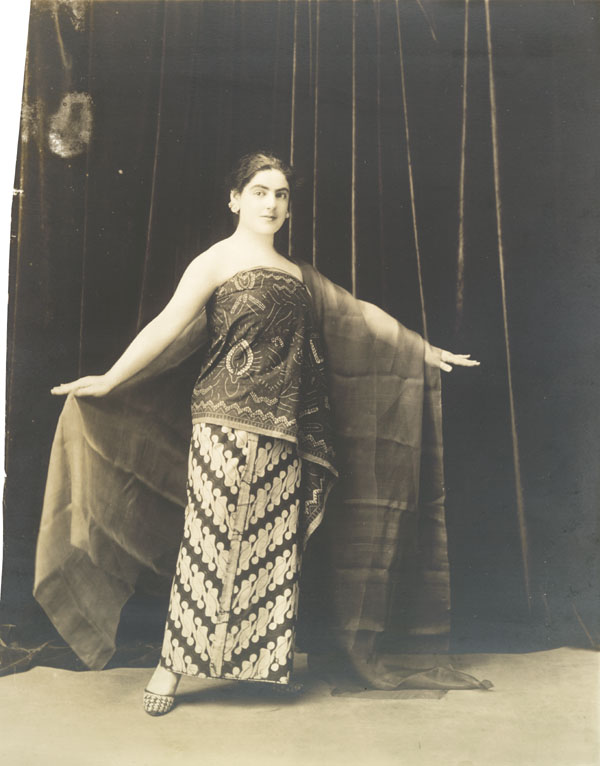
Éva com roupas típicas de Java.

Após sua decepção com a Royal Opera House, Éva viajou para Java em 1910, onde ficou por quatro anos estudando a música local, incluindo-a no seu repertório. Obteve permissão para estudar o gamelão, sendo provavelmente a primeira mulher ocidental com instrução na música clássica a estudá-lo. Entre 1910 e 1914, viajou extensivamente, apresentando-se em países como China, Japão, Singapura, Malásia, Austrália e Nova Zelândia, nos dois últimos acompanhada por Mischa Elman. Todavia, com o início da Primeira Guerra Mundial, retornou para a América do Norte, chegando a Nova York em 1915.

### Retorno à América do Norte
Chegando em Nova York, Éva lutou para encontrar espaço em um cenário artístico já saturado. Para isso, concentrou-se em mesclar o exotismo musical oriental com performances vocais modernistas. Embora alguns compositores já trabalhassem com o exotismo, a música oriental ainda era pouco conhecida na América do Norte. Seu primeiro trabalho foi uma performance em vaudeville intitulada Songmotion, combinando a música de Java com a participação de dançarinos. Éva começou então a apresentar-se anualmente no Aeolian Hall, onde seu talento levou-a a cantar em várias estreias de compositores contemporâneos. Após uma de suas apresentações em 1917, Ígor Stravinski escolheu-a para estrear todas as suas composições. Estima-se que Éva tenha protagonizado 184 estreias em sua carreira.
Em 1920, a Liga de Música da América enviou-a à Paris, para apresentar-se em uma turnê com Maurice Ravel. Durante a viagem, tornou-se amiga e trocou correspondências não só com Ravel, mas também com Erik Satie e Les six. A partir destes contatos na comunidade artística francesa, Éva passou a receber vários convites de compositores para estrear suas peças, tendo aceito todos, com a única exceção de Pierrot Lunaire, que se recusou a interpretar. Devido a suas ligações com a França, Éva apresentou muitas performances de música francesa contemporânea nos Estados Unidos. Em 1920, já era conhecida no meio musical, tendo tido, em suas performances, a companhia regular de personalidades como o pianista Celius Dougherty. Seus recitais eram eventos importantes em Nova York, pois eram vistos como "imprevisíveis".

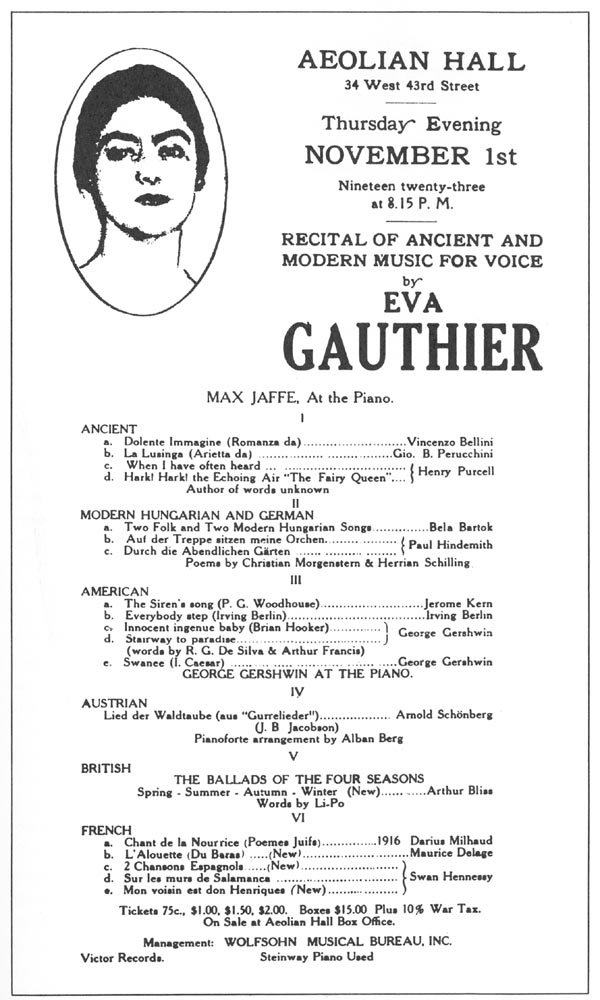
Cartaz do Recital of Ancient and Modern Music for Voice

A sua performance anual de 1923 no Aeolian Hall intitulada Recital of Ancient and Modern Music for Voice tornou-se uma ocasião histórica, pois foi a primeira vez que as obras de George Gershwin foram apresentadas por um cantor clássico em um concerto. A primeira metade da apresentação contou com obras clássicas de Vincenzo Bellini e Henry Purcell, misturadas com composições modernistas e neoclássicas de Béla Bartók, Paul Hindemith, Arnold Schoenberg, Arthur Bliss, Darius Milhaud, Maurice Delage e Swan Hennessy. No entanto, a segunda parte da apresentação foi a mais impactante. Éva iniciou com Alexander Ragtime Band, de Irving Berlin. Depois, executou obras de Jerome Kern e Walter Donaldson, encerrando com três composições de George Gershwin, que acompanhou-a ao piano. Na plateia do espetáculo estavam personalidades como Ernestine Schumann-Heink, Virgil Thomson e Paul Whiteman. Embora alguns críticos musicais tenham questionado a decisão de incluir o jazz na apresentação, a performance foi, em geral, um grande sucesso e provocou uma séria discussão entre o público conservador, questionando se o jazz poderia ser considerado uma arte séria.
Éva continuou a apresentar mesclas musicais mal vistas pela crítica. Em algumas ocasiões, como as performances de Gershwin em Nova York em 1923 e 1925, bem como em Londres em 1925, isso foi bem sucedido. Já em outras, suas apresentações foram criticadas, como em sua performance de Heitor Villa-Lobos no Festival da Sociedade Internacional para a Música Contemporânea em Veneza, que não agradou ao público tradicionalista. Éva tornou-se uma celebridade e continuou a apresentar-se nos Estados Unidos e na Europa, além de realizar performances esporádicas em sua terra natal, o Canadá. No sexagésimo aniversário da Confederação do Canadá, em 1927, apresentou-se em Ottawa, no que foi a primeira transmissão de rádio transcontinental do Canadá. Todavia, tinha uma opinião negativa sobre o tratamento do Canadá a seus músicos nativos, dizendo que os canadenses preferiam ouvir cantores estrangeiros do que seus conterrâneos.

### Aposentadoria
Doenças obrigaram-na a parar de se apresentar no final da década de 1920, embora tenha retornado ao palco em 1931, em uma apresentação em Havana, Cuba. Com o passar do tempo, começou a se engajar cada vez mais no ensino, o que fez com que sua renda enquanto professora fosse substancialmente melhor do que enquanto cantora. Aposentou-se em 1937 e abriu um estúdio de música em Nova York. Lá,  tornou-se um membro fundador da Associação Americana de Artistas Musicais, atuando em seu conselho diretivo. Éva Gauthier morreu em 20 de dezembro de 1958.